# Yvan Roy
Pour les articles homonymes, voir Roy.
Yvan Roy est un footballeur français né le 26 février 1944 à Caen (Calvados). 1,70 m pour 68 kg. Cet attaquant a été formé au Stade Malherbe de Caen. Il entame sa carrière professionnelle à l'UA Sedan-Torcy, puis joue au SCO Angers, au RC Strasbourg et au FC Sochaux-Montbéliard. Il a été entraîneur-joueur dans le club de ses débuts professionnels, le CS Sedan Ardennes, de 1978 à 1980.

## Palmarès de Joueur
- Finaliste de la Coupe Charles Drago en 1963 (avec l'UA Sedan Torcy)
- Champion du Monde Militaire 1964 (compétition disputée en Turquie)
- Finaliste de la Coupe de France en 1965 (avec l'UA Sedan Torcy)
- Champion de France Division 2 en 1969 (avec le SCO Angers)
- Division 1: 338 matches - 83 buts
- Division 2: 35 matches - 20 buts (avec le SCO Angers)
- Total compétitions officielles: 422 matches - 109 buts
- International Amateur, Militaire, Espoir et B